# Guatajiagua
Guatajiagua è un comune del Dipartimento di Morazán, in El Salvador.